# Coppa Libertadores 2016 (beach soccer)
La Coppa Libertadores di beach soccer 2016 è stata la prima edizione di questo torneo.

## Organizzazione
Hanno partecipato nove club campioni delle associazioni nazionali affiliate a Conmebol, in assenza dell'Ecuador.

### Formato
Il formato della competizione è composto da 2 gruppi: A e B. Uno da 5 squadre e uno da 4. La squadra ospitante è stata posizionata nel girone A.
Le 2 migliori squadre di ciascun gruppo si qualificano per le semifinali.
La classifica viene stilata in base ai punti ottenuti in tutte le partite
Se due o più squadre sono a pari punti, il loro posto nella classifica sarà deciso in base a quanto segue:
- maggior numero di punti ottenuti nelle partite di gruppo (partite dirette) tra le squadre in questione;
- maggiore differenza di goal nelle partite di gruppo tra le squadre in questione;
- numero maggiore di goal segnati nelle partite di gruppo tra le squadre in questione;
- maggiore differenza reti in tutte le partite di gruppo;
- numero maggiore di goal segnati in tutte le partite del girone;
- minor numero di cartellini rossi ricevuti durante la competizione;
- minor numero cartellini gialli ricevuti durante la competizione;
- lotteria fatta da CONMEBOL e BSWW.

Il seguente sistema di punteggio verrà utilizzato durante la Fase a gironi:

### Punti
Partita vinta nei tempi regolamentari: 3 punti.
Partita vinta ai supplementari: 2 punti.
Partita vinta ai rigori: 1 punto.
Partita persa: 0 punti.
Partita vinta a tavolino: 3 punti, e il risultato finale di 3 a 0 a favore della squadra vincente.

### Arbitri
Di seguito è riportato un elenco dei giudici convocati:
- Mariano Romo
- José Luis Mendoza
- Ivo De Moraes
- Renato de Carlos
- Juan Carlos Amaya

- Fabricio Quintero
- José Luis Martínez
- Micke Palomino
- Pablo Cadenasso
- José Gregorio Misel

## Squadre partecipanti
- Rosario Central
- Hamacas FC
- Vasco da Gama
- Deportes Iquique
- Santa Marta

- Nautico Puerta del Lago
- Punta Hermosa
- Malvin
- Reales de Miranda

## Fase a gironi

### Girone A
| Team              | G | V | V+ | P | GF | GS | +/- | P  |
| ----------------- | - | - | -- | - | -- | -- | --- | -- |
| CR Vasco da Gama  | 4 | 4 | 0  | 0 | 33 | 9  | 24  | 12 |
| Deportes Iquique  | 4 | 3 | 0  | 1 | 22 | 18 | 4   | 9  |
| Malvín            | 4 | 1 | 1  | 2 | 22 | 26 | -4  | 5  |
| Hamacas FC        | 4 | 0 | 1  | 3 | 15 | 25 | -10 | 1  |
| Reales de Miranda | 4 | 0 | 0  | 4 | 11 | 25 | -14 | 0  |

### Girone B
| Team                    | G | V | V+ | P | GF | GS | +/- | P  |
| ----------------------- | - | - | -- | - | -- | -- | --- | -- |
| Rosario Central         | 6 | 3 | 2  | 0 | 1  | 14 | 12  | 2  |
| Punta Hermosa           | 4 | 3 | 1  | 1 | 1  | 12 | 13  | -1 |
| Santa Marta             | 3 | 3 | 1  | 0 | 2  | 9  | 9   | 0  |
| Náutico Puerta del Lago | 3 | 3 | 1  | 0 | 2  | 13 | 14  | -1 |

## Piazzamenti 5º-8º posto

### Semifinali
| Squadra 1               | Risultato | Squadra 2  |
| ----------------------- | --------- | ---------- |
| Santa Maria             | 6-4       | Hamacas FC |
| Nautico Puerta del Lago | 8-6       | Malvin     |

### Finale 7º-8º posto
| Squadra 1 | Risultato | Squadra 2  |
| --------- | --------- | ---------- |
| Malvin    | 6-4       | Hamacas FC |

### Finale 5º-6º posto
| Squadra 1               | Risultato | Squadra 2   |
| ----------------------- | --------- | ----------- |
| Nautico Puerta del Lago | 6-4       | Santa Maria |

## Finali

### Semifinali
| Squadra 1       | Risultato     | Squadra 2        |
| --------------- | ------------- | ---------------- |
| Rosario Central | 4-4 (3-2 dcr) | Deportes Iquique |
| Vasco da Gama   | 11-1          | Punta Hermosa    |

### Finale 3º-4º posto
| Squadra 1        | Risultato | Squadra 2     |
| ---------------- | --------- | ------------- |
| Deportes Iquique | 4-1       | Punta Hermosa |

### Finale
| Squadra 1     | Risultato | Squadra 2       |
| ------------- | --------- | --------------- |
| Vasco da Gama | 8-1       | Rosario Central |

## Classifica Finale
| Pos | Team                    |
| --- | ----------------------- |
| 1   | Vasco da Gama           |
| 2   | Rosario Central         |
| 3   | Deportes Iquique        |
| 4   | Punta Hermanos          |
| 5   | Nautico Puerta del Lago |
| 6   | Santa Maria             |
| 7   | Malvin                  |
| 8   | Hamaca FC               |
| 9   | Reales de Miranda       |